# Pietro Bertolini
Pour les articles homonymes, voir Bertolini.
Pietro Bertolini (Montebelluna, 24 juillet 1859 - Turin, 28 novembre 1920) était un homme politique italien. Il a été le premier ministre italien des colonies.

## Biographie
Bertolini commence sa carrière comme avocat et étudiant des questions économiques et administratives, devient maire (en italien : Sindaco) de Montebelluna en 1885 et entre au Parlement en 1891 comme député de Montebelluna. Deux ans plus tard, il devient sous-secrétaire aux finances dans le cabinet Crispi IV. Il est ensuite sous-secrétaire au ministère de l'Intérieur dans le cabinet Pelloux II (1898-1900), dans lequel il est, pour ainsi dire, le représentant du parti du baron Sidney Sonnino. À la chute du général Luigi Pelloux, il espérait retrouver son poste dans un futur ministère Sonnino ; mais comme ce dernier semblait de moins en moins probable, Bertolini perdit patience et rejoignit Giovanni Giolitti.
Sa conduite en abandonnant son ancien chef fut très critiquée à l'époque, mais son nouveau patron le choisit comme ministre des Travaux publics et des Transports,  dans le cabinet de 1907 Giolitti III. Il se révèle un administrateur compétent, surtout lorsqu'il doit faire face à la destruction presque totale de Messine et de Reggio de Calabre à la suite du terrible tremblement de terre de 1908. Ses capacités permettent une aide rapide aux survivants et une reconstruction efficace des deux villes détruites, en utilisant au mieux les capacités d'achat en gros et de transport du système ferroviaire qu'il avait réorganisé en tant que ministre des transports publics.
En 1912, il dirige une commission de trois membres (avec Guido Fusinato et Giuseppe Volpi) pour négocier la paix avec la Turquie après la guerre de Libye. En octobre, le traité de paix est signé et Bertolini est nommé ministre des Colonies.

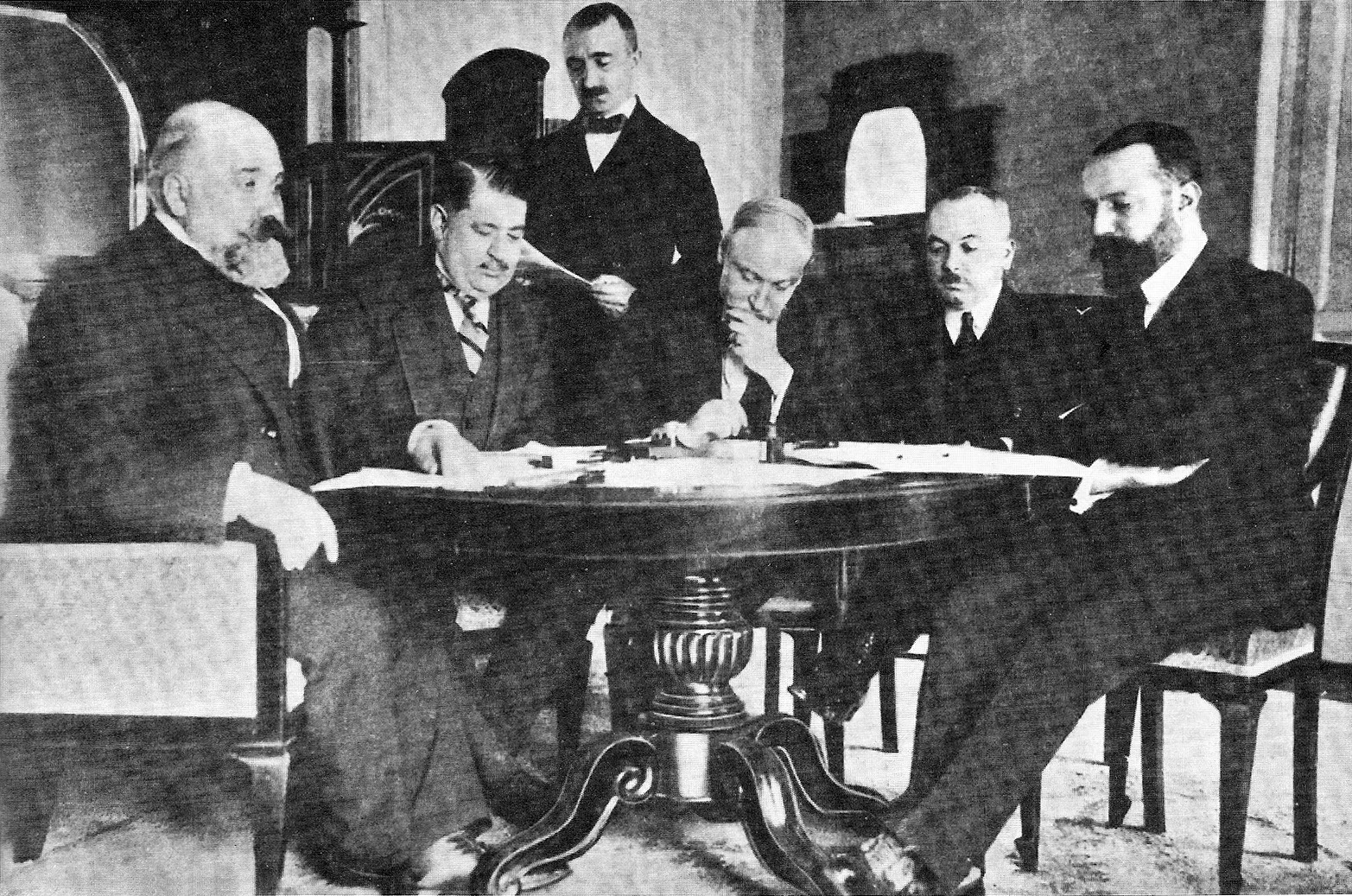
Délégations turque et italienne à Lausanne. De gauche à droite (assis) : Pietro Bertolini, Mehmet Nabi Bey, Guido Fusinato, Rumbeyoğlu Fahreddin Bey, et Giuseppe Volpi.

Il se rend ensuite en Libye pour organiser la nouvelle administration et négocier la restitution de certains chefs de la rébellion, en les incorporant dans l'armée italienne; toutefois, à son retour à Rome, il est informé que le commandement de l'armée italienne a exécuté les chefs de la rébellion, de sorte que la rébellion armée ne prend fin qu'en 1934.
Il est rapporteur du projet de loi sur le suffrage élargi, qui entre en vigueur pour la première fois lors des élections générales de 1913. La mesure avait été introduite pour plaire à l'esprit démagogique que Giolitti voulait concilier, mais Bertolini doit être crédité de l'ingéniosité du mécanisme qu'il a conçu pour permettre aux analphabètes de voter et pour éviter autant que possible la corruption électorale.
Au début de la Première Guerre mondiale, Bertolini était un neutraliste intransigeant, comme Giolitti, et fut presque lynché par certains interventionnistes à Rome (voir Radioso maggio). Pendant la guerre, il se tient à l'écart de la politique, mais contribue très activement, grâce à son influence, à atténuer les souffrances de la population vénitienne jusqu'à la fin de la guerre.
En 1916, il prononce un important discours au parlement en faveur de l'adoption de la méthode pédagogique Montessori.
En 1919, Francesco Saverio Nitti le nomme président de la délégation italienne à la Commission des Réparations à Versailles, où il obtient pour l'Italie d'importantes compensations de la part de l'Allemagne et de l'Autriche (auxquelles l'Angleterre et la France tentent de s'opposer).
Il mourut à Turin d'une crise cardiaque à son retour de Paris à Rome.
En 1920, Pietro Bertolini avait été désigné pour siéger au Sénat (Senato del Regno), mais il est mort avant d'avoir prêté serment en tant que membre de la chambre haute du Parlement.
Il est l'auteur de plusieurs ouvrages précieux sur des questions politiques et économiques, notamment un volume sur le gouvernement local en Angleterre.

## Décorations
- Chevalier grand-croix de l'ordre de la Couronne d'Italie - arrêté royal du 4 février 1915.

## Ouvrages
- (it) Il governo locale inglese e le sue relazioni con la vita nazionale - Editions Fratello Bocca - Turin Publication en 1899

## Source
- (it) Cet article est partiellement ou en totalité issu de l’article de Wikipédia en italien intitulé « Pietro Bertolini » (voir la liste des auteurs).